# Presidios de Toscana
Los Presidios de Toscana o Estado de los Reales Presidios, constituyeron una entidad territorial bajo soberanía de la Monarquía Hispánica en la costa de Toscana entre 1557 y 1707. Durante la guerra de sucesión española pasaron a manos austríacas y posteriormente quedaron bajo la soberanía del rey de Nápoles hasta su desaparición en 1801.

## Marco geográfico
Los Presidios estaban situados en la costa del mar Tirreno del Ducado de Toscana. Se trataba de Orbetello (la capital), Porto Ercole, Porto Santo Stefano, Talamone, Ansedonia y Piombino;  y en la isla de Elba, el presidio de Porto Longone, actual Porto Azzurro y el fuerte Focardo en Capoliveri). Portoferraio era posesión del Gran Ducado de Toscana.

## Historia
El nacimiento del Estado de los Presidios se enmarca en el complejo contexto de enfrentamientos, de más de 40 años de duración, entre las potencias del siglo XVI: España y el Sacro Imperio por un lado (Carlos V y Felipe II a partir de 1557), y Francia (Francisco I) por otro. La lucha era por el dominio de Italia y más extensamente por la supremacía centroeuropea. Estas décadas fueron devastadoras para Italia, marcaron el fin de las libertades italianas y acabaron con la edad de oro del Renacimiento. Este periodo de guerras terminó con la Paz de Cateau-Cambresis en 1559. A partir de aquí se estableció un nuevo orden político, que se mantendría prácticamente inalterado hasta la época napoleónica y que sancionó el dominio español en Italia, tanto de forma directa (Milán, Nápoles, Sicilia, Cerdeña, el Baluarte de Toscana) como indirecta: Los Saboya (Emanuele Filiberto), la Toscana de los Médicis, los ducados de Parma, Módena y Mantua, y la República de Génova sólo mantuvieron una independencia formal.
El Estado de los Presidios era un protectorado situado en la Toscana, creado a instancias del rey Felipe II, por los Tratados de Londres y Florencia, suscritos respectivamente el 29 de mayo y el 3 de julio de 1557, para vigilar las tierras y los mares de la zona del Tirreno, así como para atender los asuntos de la Italia Central que interesaban a la monarquía española.
Consistía principalmente en un territorio militar, en el que las intervenciones del gobierno central se concentraron en el refuerzo de las estructuras defensivas: posesiones estratégicas para la defensa de los territorios de las razzias  norteafricanas y turcas, además de ser barrera contra el histórico expansionismo francés hacia Italia. 
Se restablecieron importantes equilibrios en la Toscana de los Médici dos años después de la conclusión de la Guerra de Siena que había visto enfrentarse a las tropas francesas aliadas de la República de Siena con las tropas imperiales de Carlos V, aliadas de Cosme I de Médici, duque de Florencia. El primer tratado, suscrito por Felipe II (sucesor del emperador Carlos V) y Jacobo VI Appiani d’Aragona, señor del Piombino, imponía la restitución por parte de Cosme I de la Señorío del Piombino junto con la isla de Elba, a excepción de Portoferraio, a Jacobo VI Appiani y el establecimiento de algunos contingentes españoles en Piombino y Scarlino, que van a constituir el núcleo de los presidios septentrionales. La Corona de España se reservaba además, la posibilidad de fortificar la isla de Elba, como ocurrirá de hecho en la primavera de 1603 cuando se inicien las labores de fortificación de Porto Longone.
El segundo tratado, a su vez, sanciona oficialmente el fin de la República de Siena y su cesión en calidad de feudo ("in feudum nobile, ligium, et honorificum") al duque de Florencia que a su vez debía jurar fidelidad al rey de España y a sus sucesores como así rezaba el tratado:

...suis veris directis et supremis domino tenentur et sunt obnoxii et contengas dictum Illustrissimum Ducem seu eius ut supra Descendente Masculos subcessores in dicto feudo decedere sine Filis Masculis legitimis et de legitimo Matrimonio natis ac Descendentibus Masculis similiter legitimis, et de legitimo Matrimonio natis, tunc et in eo casu dicta Civitas Senarum cum omni suo integro Dominio, et Statu, eiusque universo Agro prout supra concessum, et cum omnibus et singulis superius descriptis, et concessis ad dictam Regiam, et Catholicam Majestates, eiusque in dicto Regno Hispaniarum Subcessores redeat, et omnino devolvatur, et devolutassit et esse conseatur.

Además Felipe II se reservaba el control de los importantes puestos marítimos de Porto Ercole, Talamone, Orbetello, Porto Santo Stefano, todo el Argentario, Capalbio y la isla de Giannutri que constituirían de esta forma los presidios meridionales:

In hac tamen feudi concessione sua praefata Cattolica Majestas, et dictus Illustris Don Ioannio de Figueroa Mandatarius praefatus non intendit Compraehendi nec ullo modo compraehendantur: Nec compraehemo videantur, sed omnino exclusa, et expresse excluduntur, Oppida, Castra, Portus, loca ac terrae dicti agri Senensis, videlicet Portus Herculis, Orbitellum, Thelamonium, mons Orizentalius, Portus Sancti Stefani...

Si en la vertiente septentrional subsistía una difícil relación entre el gobierno de Appiani y la milicia española, los presidios meridionales constituían defensas exclusivamente de estos últimos y gozaban de una capacidad impositiva autónoma en el ámbito fiscal.
Aparte de todo esto, se puede decir que fue durante los años de los enfrentamientos contra Francia por Siena, cuando Felipe II había madurado la idea de establecer un sistema defensivo tirrénico entre el Piombino y Argentario contra las frecuentes incursiones turco-berberiscas y obteniendo al mismo tiempo la inhibición de las aspiraciones francesas en la zona además de ampliar la ya famosa estrategia filipina en el Mediterráneo occidental.
En cuanto a la estructura organizativa, los presidios dependían directamente del Reino de Nápoles no solo en materia militar sino también en lo referente a los asuntos jurídicos, administrativos y contables. Destacaban, sobre todo, las figuras del auditor (nombrado por el virrey) encargado de la administración de la justicia civil y criminal; del veedor, responsable de la gestión económico-administrativa de los trabajos de fortificación y de la gestión de los soldados de las compañías (pagas, licencias...), además del aprovisionamiento de artillería y munición; del escribano de ración que ayudaba al veedor además de suscribir y preparar los recibos de pago del pagador de los presidios; del maestro portolano, residente en Orbetello (capital de los presidios) que controlaba la entrada y salida de mercancías en el puerto y cuya presencia resultaba bastante irregular, siendo su función absorbida por el arrendador (contratista de las entradas fiscales presidiarias); y del pagador, encargado de las pagas a los soldados de los presidios y de los gastos de construcción y mantenimiento de las fortificaciones.
En lo relativo a la estructura de fortificaciones de los presidios, es en el intervalo 1563-1571 donde se concentran las intervenciones más importantes. Después del edicto de 1563 del virrey Per Afán Enríquez de Ribera, duque de Alcalá, se inicia un proyecto de construcción de torres defensivas costeras en todo el Reino de Nápoles, incluidos, por tanto, los presidios toscanos. El ritmo de construcción, pero, sobre todo, de readaptación y reconstrucción de estructuras ya existentes, es bastante rápido; de las cuatro torres activas en 1563 en las jurisdicciones de Orbetello y Porto Ercole, se pasa a las diecisiete en 1571, distribuidas generalmente en el cabo del Argentario. En 1589, las islas de Palmaiola, Pianosa y Montecristo (pertenecientes al Estado del Piombino), como las del resto del canal de Piombino, resultan escasamente fortificadas, a pesar de no faltar proyectos y propuestas dirigidas al cierre balístico del canal y al refuerzo de las estructuras de tierra firme. Contrariamente a la casi exclusiva función de observación de las torres (derivada de la Edad Media), las nuevas construcciones llevaron a cabo también funciones de defensa y disuasión. 
Paralelamente a la construcción de torres, se inicia la construcción de fuertes. Con la exclusión de Porto Longone, en la isla de Elba, las labores de modernización y ensanche de las estructuras preexistentes se inicia a partir de 1557. En Porto Ercole se interviene en la Rocca (identificado como Castillo Viejo o de la Tierra), en Fuerte Filippo en el Castillo Nuevo o Monte Filippo, entre ambas posiciones, se interviene en el bastión de Santa Bárbara y sobre el Fuerte Stella. Las dos fortalezas principales, Castillo Viejo y Castillo Nuevo sufren varias intervenciones que se prolongan durante casi veinte años, intervenciones que afectan también a la Rocca, al bastión de Santa María y a las murallas de Orbetello. En 1596 se termina el bastión Guzmano, llamado así en honor del virrey Enrique de Guzmán, conde de Olivares. Porto Santo Stefano disponía sólo de una simple torre por lo que era enormemente vulnerable a los ataques desde el mar (sólo en 1607 se inician las labores para su fortificación). Otras labores de consolidación y fortificación se llevaron a cabo en los castillos y fortificaciones de Piombino, Scarlino, Populonia, Suvereto y Buriano (parte del actual municipio de Castiglione della Pescaia), todas ellas construcciones precedentes a la constitución de los presidios.
En un período de cincuenta años, por tanto, los presidios toscanos van a disponer de un impresionante sistema defensivo que va a permitir un férreo control de la zona por parte de la Corona española (a excepción de una breve ocupación en 1646 por parte de la Francia de Mazarino) que se va a mantener hasta la desmembramiento de la monarquía en Europa durante la Guerra de Sucesión.
En 1597, la visita del cardenal Aldobrandini, nieto del papa Clemente VIII, relajó la rigidez impuesta por los gobernadores llevándose a cabo importantes festejos en su honor.

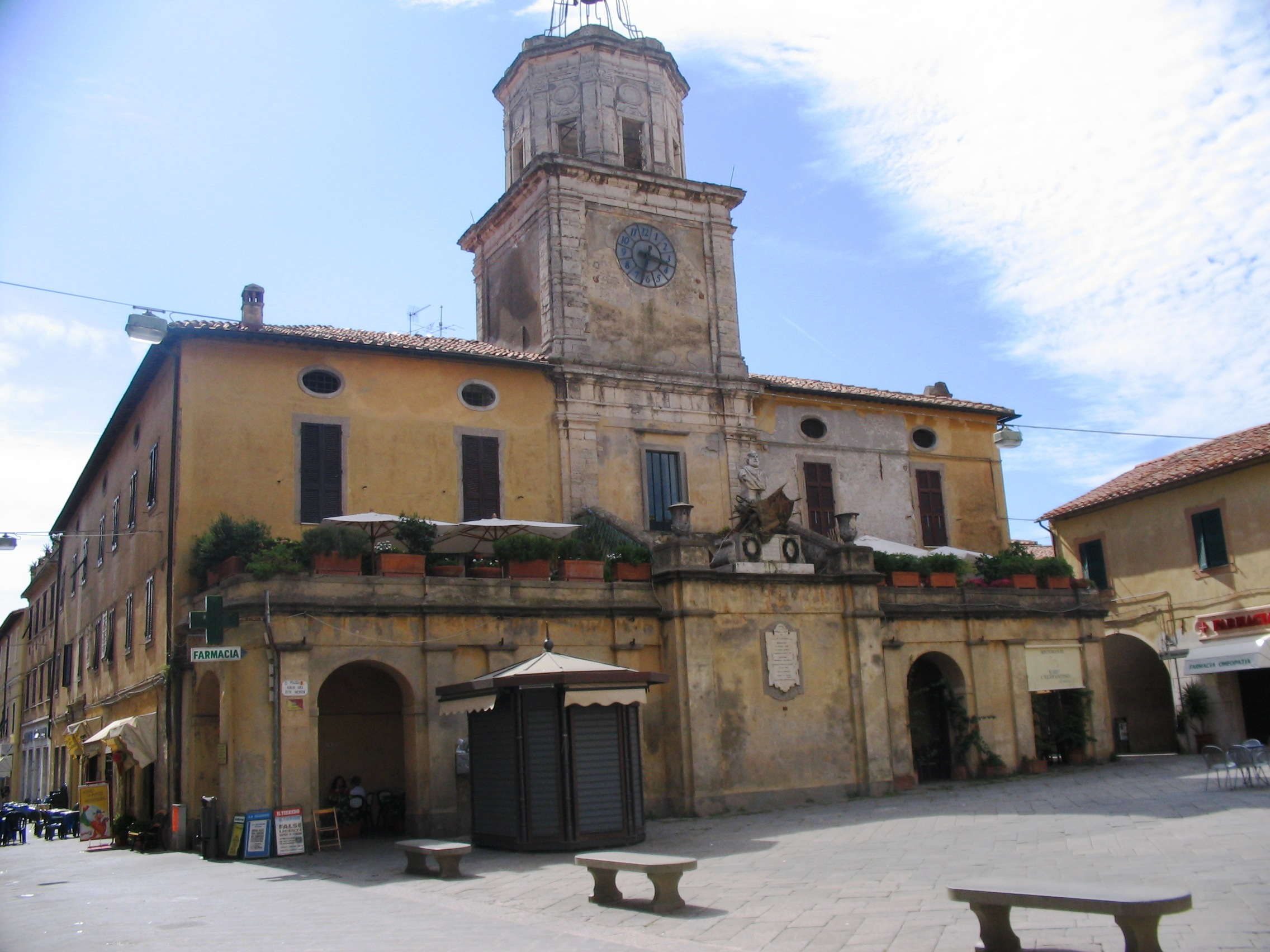
El Palacio del Gobernador en Piazza Eroe dei due Mondi de Orbetello, residencia del gobernador durante la dominación española.

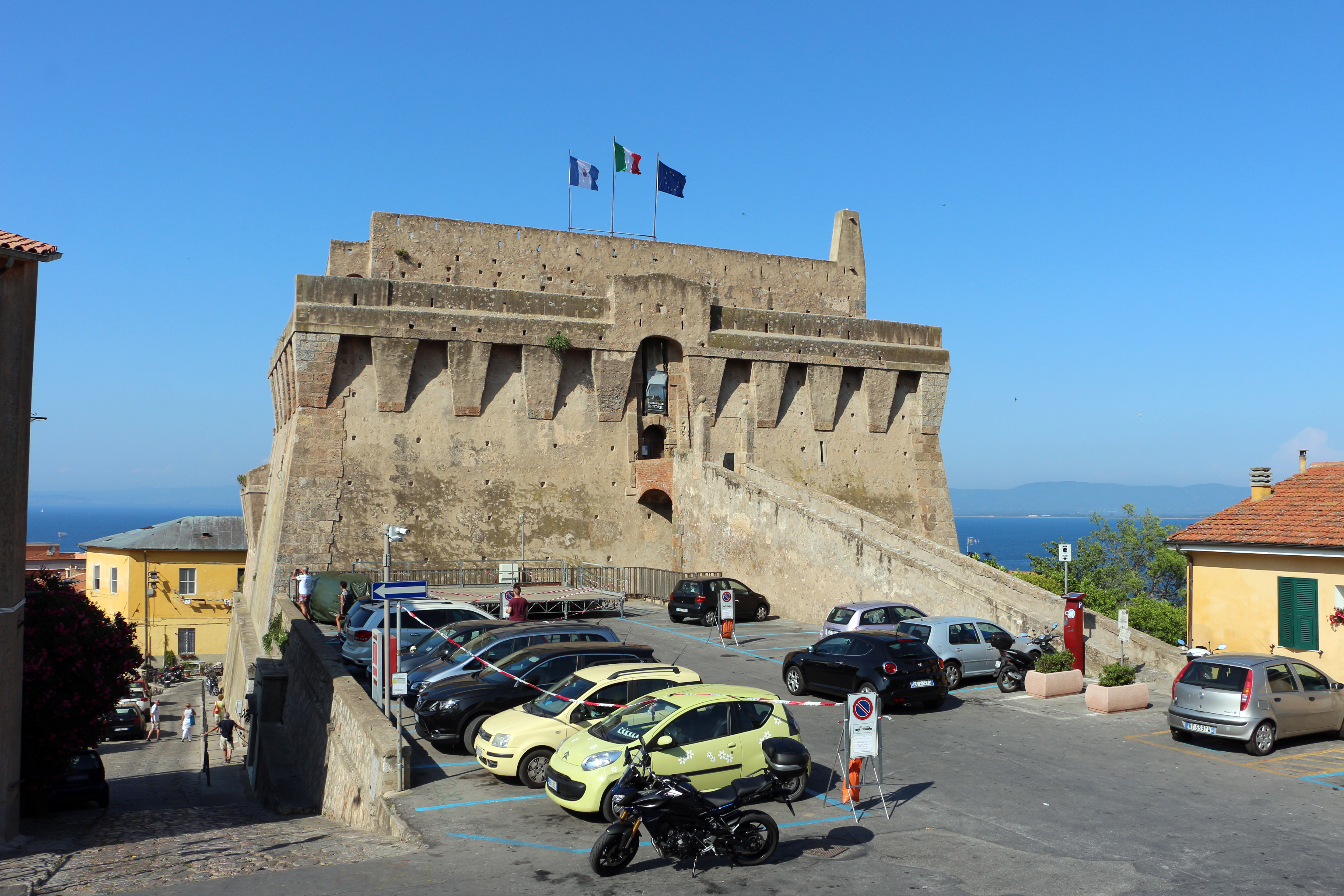
Fuerte Español de Porto Santo Stefano

El cambio en las relaciones entre el Gran Ducado de Toscana y la Corona española permitieron a Felipe III, gracias a una de las cláusulas del Tratado de Londres, encargar la construcción de la fortaleza de Porto Longone, también llamada fortaleza de San Giacomo, al arquitecto español García de Toledo, cuya planta estrellada estaba inspirada en la ciudadela de Amberes y que iba a permitir asegurar aún más el control español sobre el centro de Italia y especialmente sobre el Papado.
En 1630, por su parte, Felipe IV ordenó reforzar el fuerte de las Salinas, cercano a Orbetello, para ser incorporado también al sistema defensivo de los presidios.
En 1646 Orbetello se vio sometida a un sitio de casi dos meses por parte de las tropas francesas enviadas por Mazarino para expulsar a los españoles de Italia, exactamente del 9 de mayo al 20 de julio de 1646. A pesar de que este sitio resultó fallido, los franceses sí que lograron la conquista de Porto Longone (27 de septiembre de 1646-15 de julio de 1650), después de haber conquistado previamente el Piombino, recuperado por los españoles el 19 de junio de 1650. La plaza permanecería en poder de Francia hasta su reconquista por Juan José de Austria, hijo natural de Felipe IV. Debido a que los ataques por parte de los de piratas siguieron y para defenderse de un eventual ataque de Francia, la corona decidió construir otra fortaleza en la bahía de Longone: Fuerte Focardo que toma su nombre de su constructor Fernando Joaquín Fajardo de Requesens y Toledo como reza la inscripción que se encuentra en el portal interno del fuerte: "En el año 1678, reinando la majestad del invicto Carlos, rey de España, el excelentísimo Don Fernando Foxardo, ordenó iniciar este fuerte siendo Gobernador de la Plaza de Longone por Su Majestad"
Cerrado el capítulo de la amenaza francesa, el Estado de los Presidios vivió un notable reflorecimiento y como consecuencia una mejora en la calidad de vida de sus habitantes. Fue precisamente durante este período cuando más se hizo sentir la influencia española, ya no solo en los grandes complejos de fortificaciones, sino también en la convivencia civil, en la pompa, en las costumbres e incluso en la lengua. En la capital, Orbetello, se llevaron a cabo trabajos para la ampliación y embellecimiento de la catedral como nuevos altares, capillas o tumbas para nobles, se construyeron numerosos edificios públicos como el palacio del gobernador de Orbetello y Porto Ercole, etc. Este periodo de paz y prosperidad duró de 1650 a 1707, únicamente turbado por la Peste contagiada por los marinos que atracaban en los puertos del Argentario y Talamone y que hizo que en 1676 fuese necesario instituir un comisariato de sanidad.
En 1667, no obstante, había comenzado un nuevo período de guerras contra la Francia de Luis XIV que hizo que el gran duque de Toscana Cosme III de Médici fuese tentado por Francia, el Imperio y España con compensaciones territoriales para así conseguir su apoyo. Este se hizo querer e incluso reclamó el título de rey de Cerdeña pero al final todo acabó en nada cuando los españoles le impusieron una pesada contribución de dinero (reducida después a 103 000 escudos) para que este no prestase su apoyo a Francia.
Durante la Guerra de Sucesión las tropas imperiales atacan los presidios tomando posesión de los mismos en nombre del rey de las Españas Carlos III (futuro emperador Carlos VI) al igual que habían hecho con el Reino de Nápoles en 1707. De esta forma los presidios pasaron a depender del virrey austríaco, con la excepción de Porto Longone y los fuertes de la isla de Elba (San Giacomo y Focardo) que quedaron en manos españolas. Hasta el año 1734 cuando Carlos de Borbón apoyado por los ejércitos españoles, se apoderó del reino napolitano durante la guerra de sucesión polaca. 
A comienzos del siglo XIX, el expansionismo territorial francés llega una vez más a Italia. En 1801, con la cesión de los territorios a Francia, se decretó el fin del Estado de los Presidios, que pasó a formar parte del Reino de Etruria creado por Napoleón Bonaparte.